# Krystian Czernichowski
Krystian Czernichowski, né le 6 février 1930, à Lwów en Pologne, (aujourd'hui Lviv en Ukraine) et décédé le 13 novembre 2014, à Luxembourg, est un ancien joueur polonais de basket-ball.